# Paternosterkirche

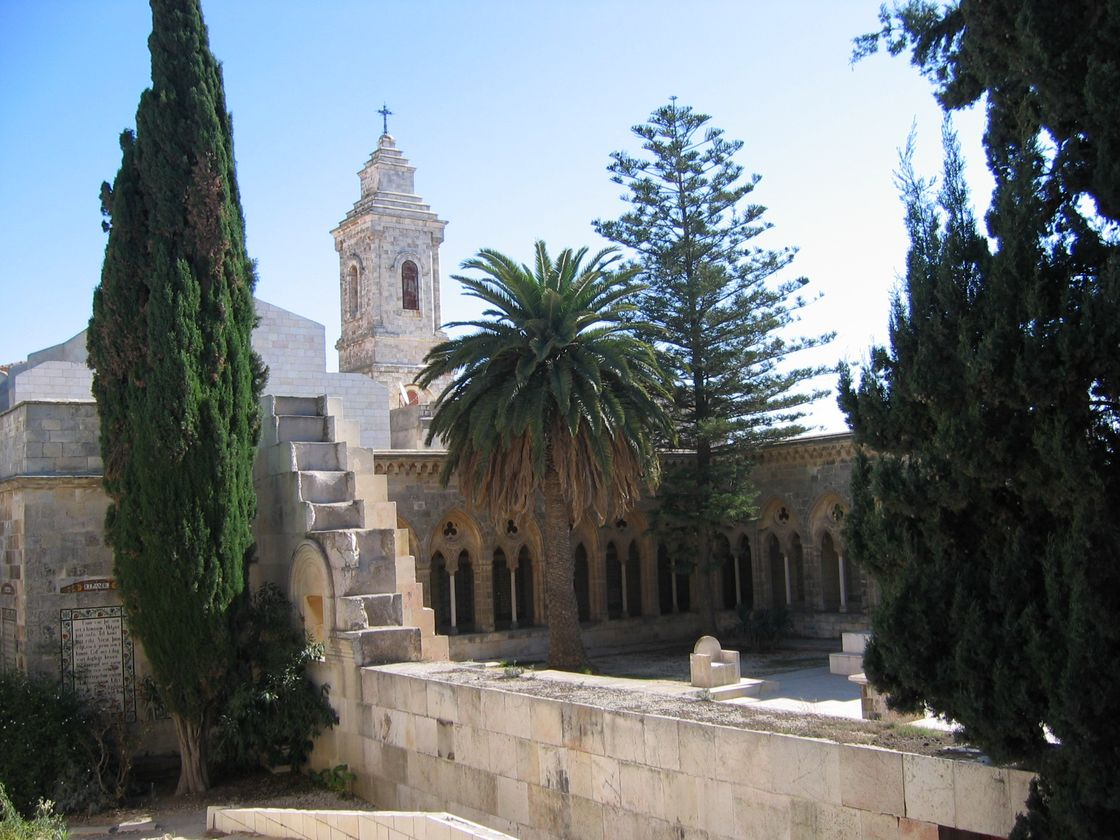
Paternosterkirche

Die Paternosterkirche (Vaterunser-Kirche) ist ein römisch-katholisches Kirchengebäude in Jerusalem. Es befindet sich auf dem Ölberg an der Stelle, an der Jesus Christus seine Jünger das Vaterunser-Gebet gelehrt haben soll. Die Kirche wird von Frankreich verwaltet.

## Geschichte
An der heutigen Stelle der Paternoster-Kirche wurde bereits um 330 die konstantinische Eleona-Kirche (Himmelfahrtskirche) über einer Grotte errichtet. Diese Kirche wurde jedoch im Jahre 614 durch die Perser zerstört. Das Grundstück, das seit der Kreuzfahrerzeit als Geburtsstätte des Vaterunsers gilt, wurde 1868 durch die französische Prinzessin Aurelie de La Tour d’Auvergne erworben. 1874/75 entstand die heutige Kirche, die von französischen Karmelitinnen betreut wird, mit Tafeln, auf denen Übersetzungen des Gebets in  (ursprünglich 39) Sprachversionen abgebildet sind.
Erst 1911 wurde jene Grotte unter der Kirche wiederentdeckt, von deren Existenz die Prinzessin stets überzeugt war, die sie aber nicht freilegen konnte.
An den Wänden der Vorhalle und des Kreuzganges sind Majolikaplatten mit dem Text des Vaterunsers in 140 Sprachen angebracht; den deutschen findet man im südlichen Kreuzgang. Die Sammlung wurde über die Jahrzehnte laufend erweitert bzw. auf den aktuellen Wortlaut aktualisiert. Im Inneren der Kirche findet man auch Platten mit dem Vaterunser in Blindenschrift in wichtigen Sprachen wie Deutsch, Englisch und Französisch.

Vaterunser
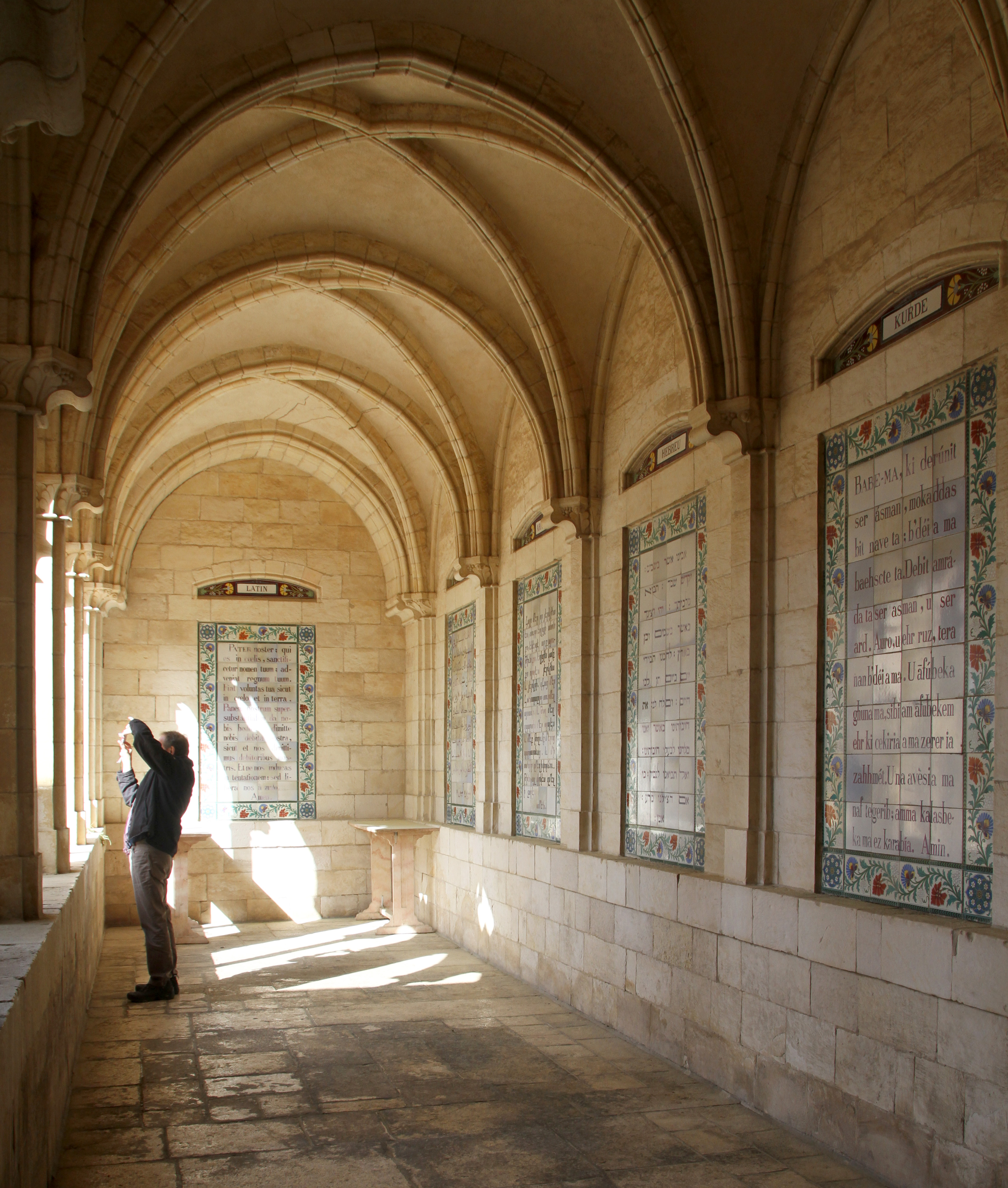
Galerie
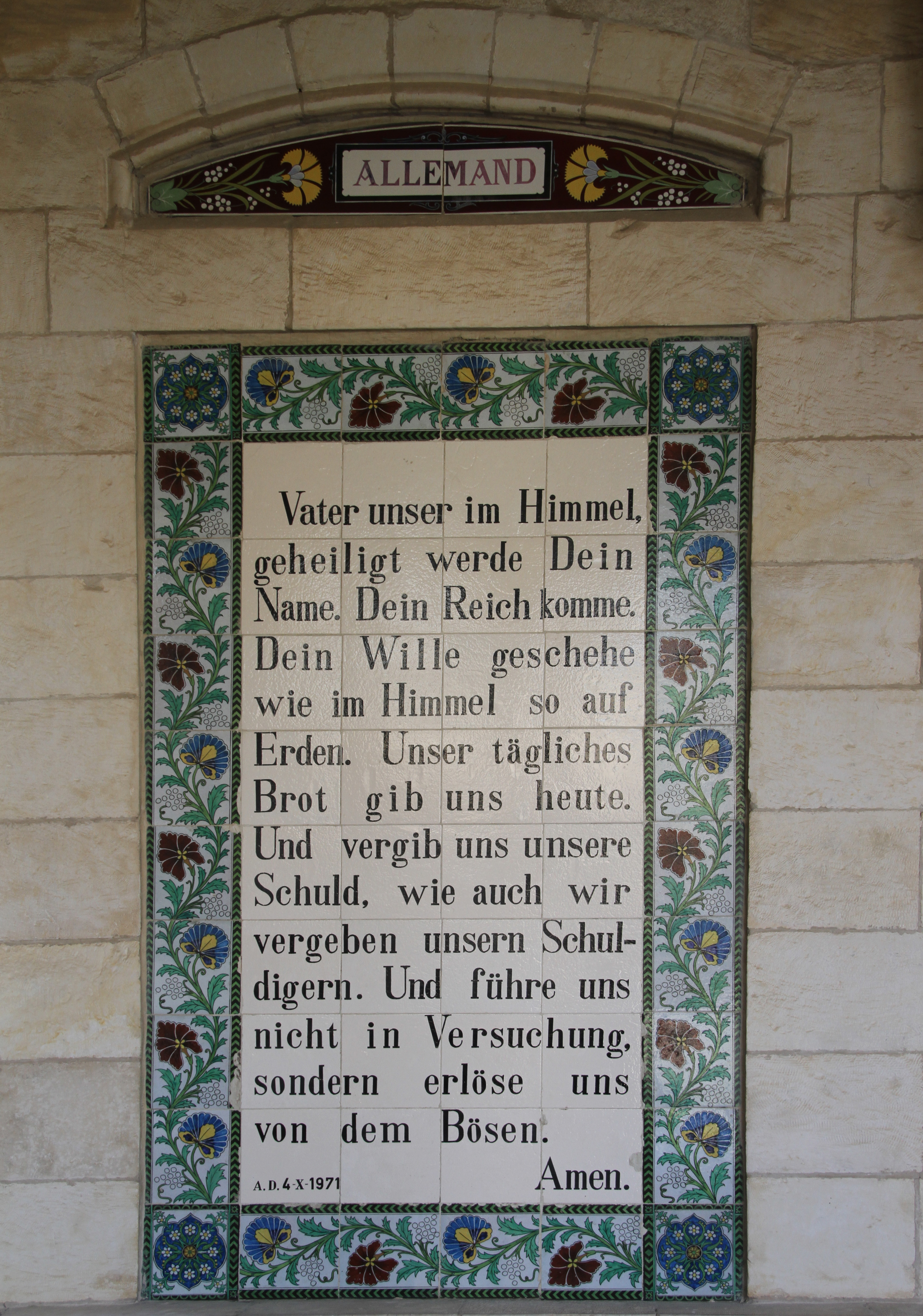
Deutsch
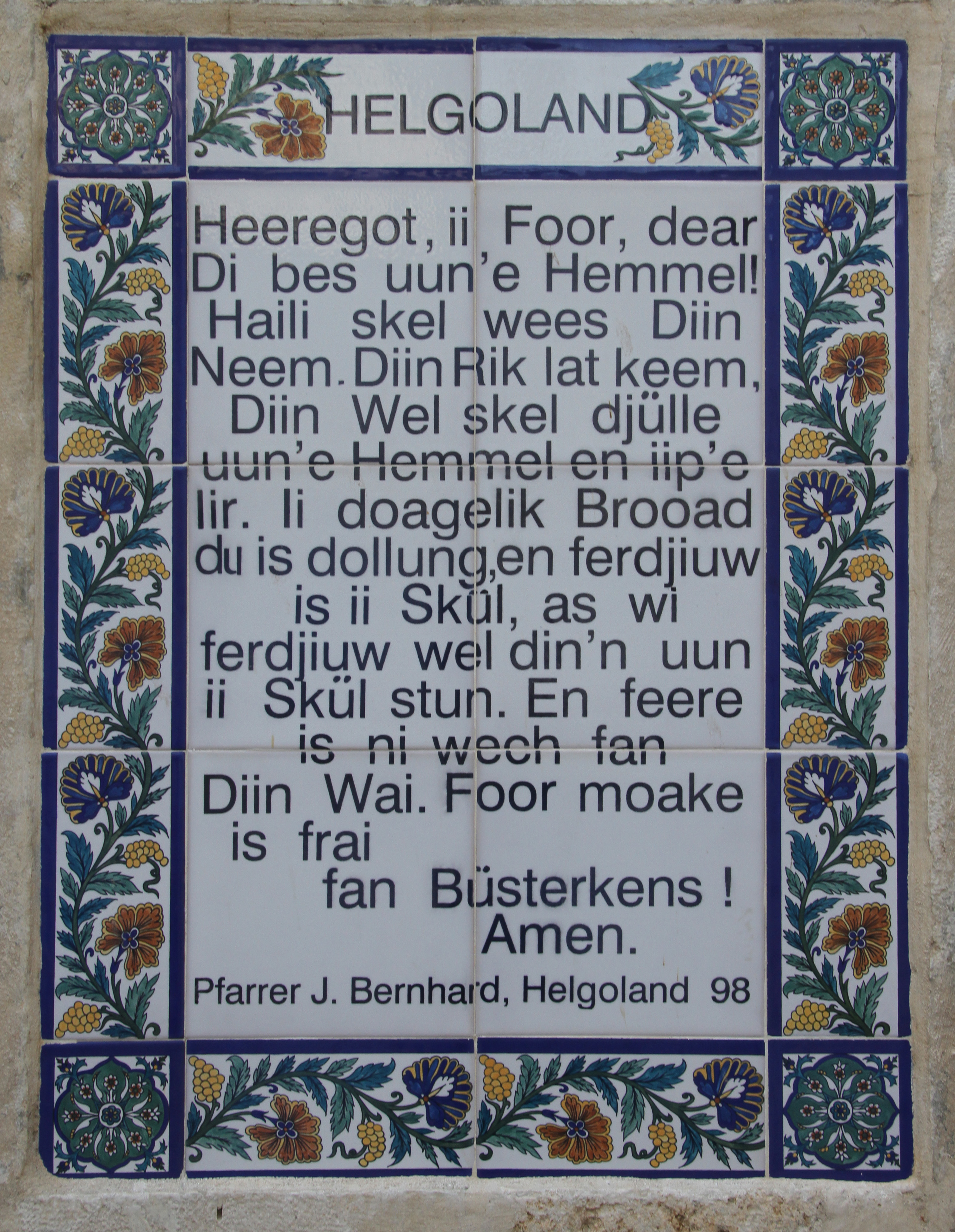
Helgoländisch
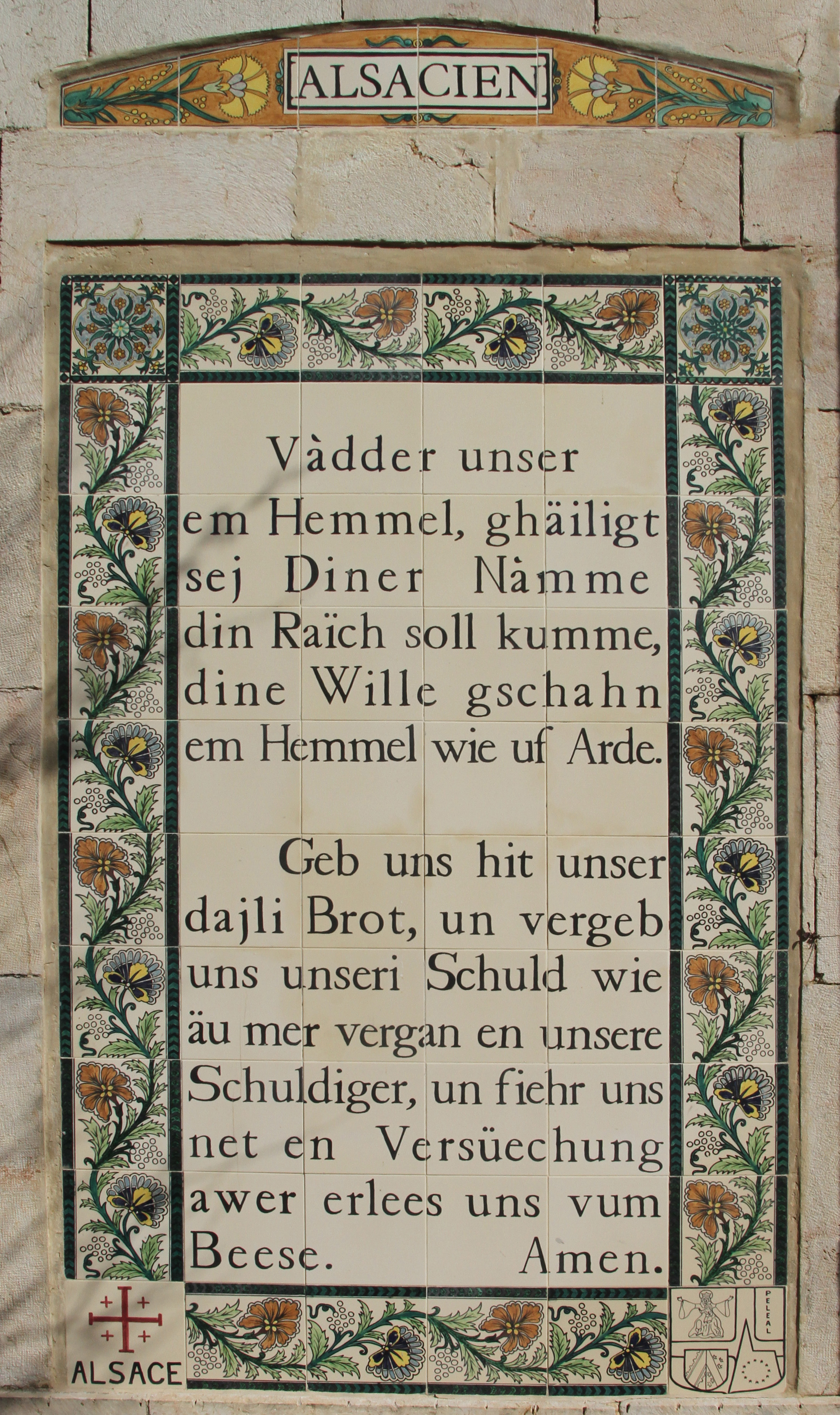
Elsässisch
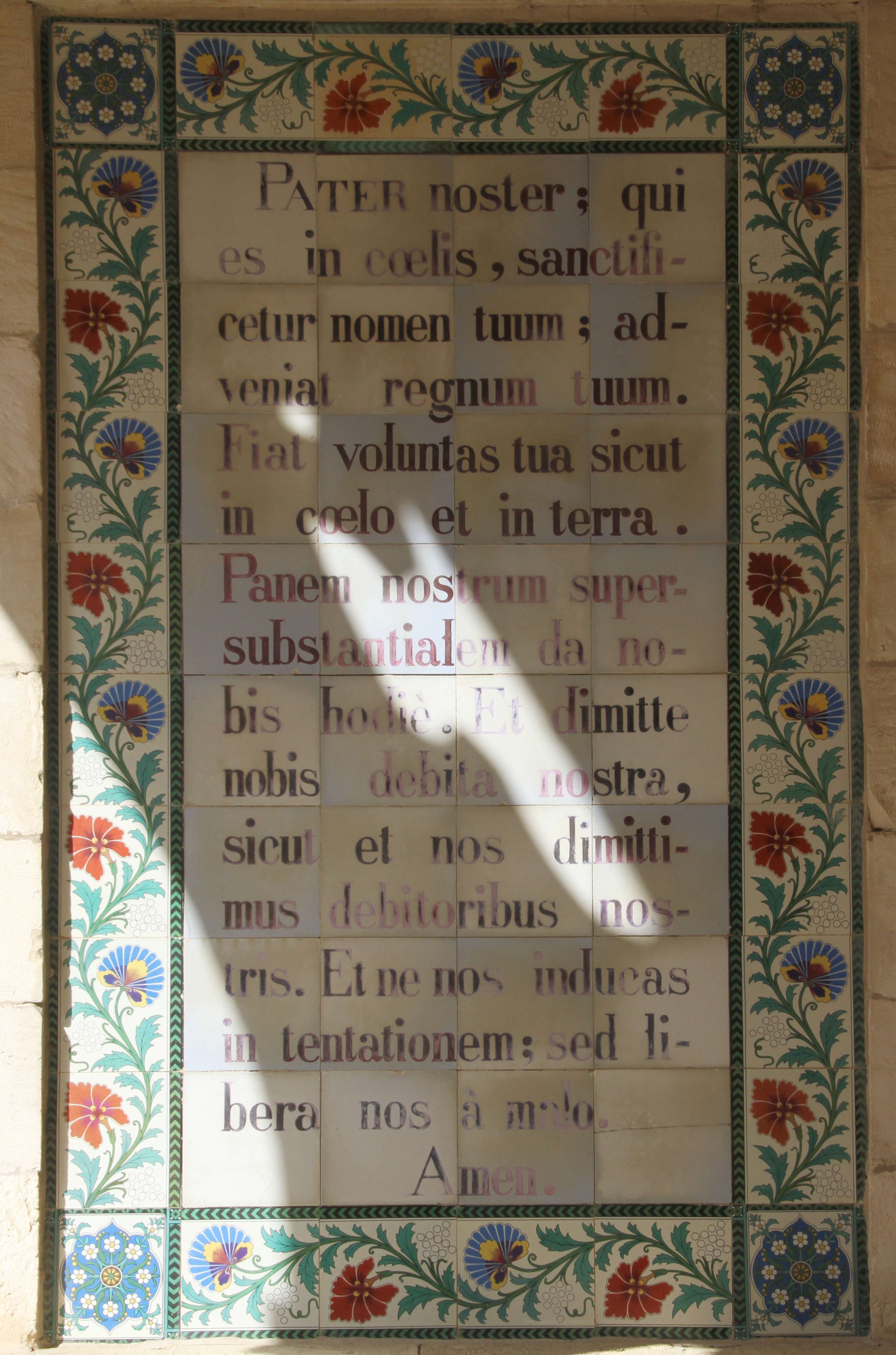
Lateinisch
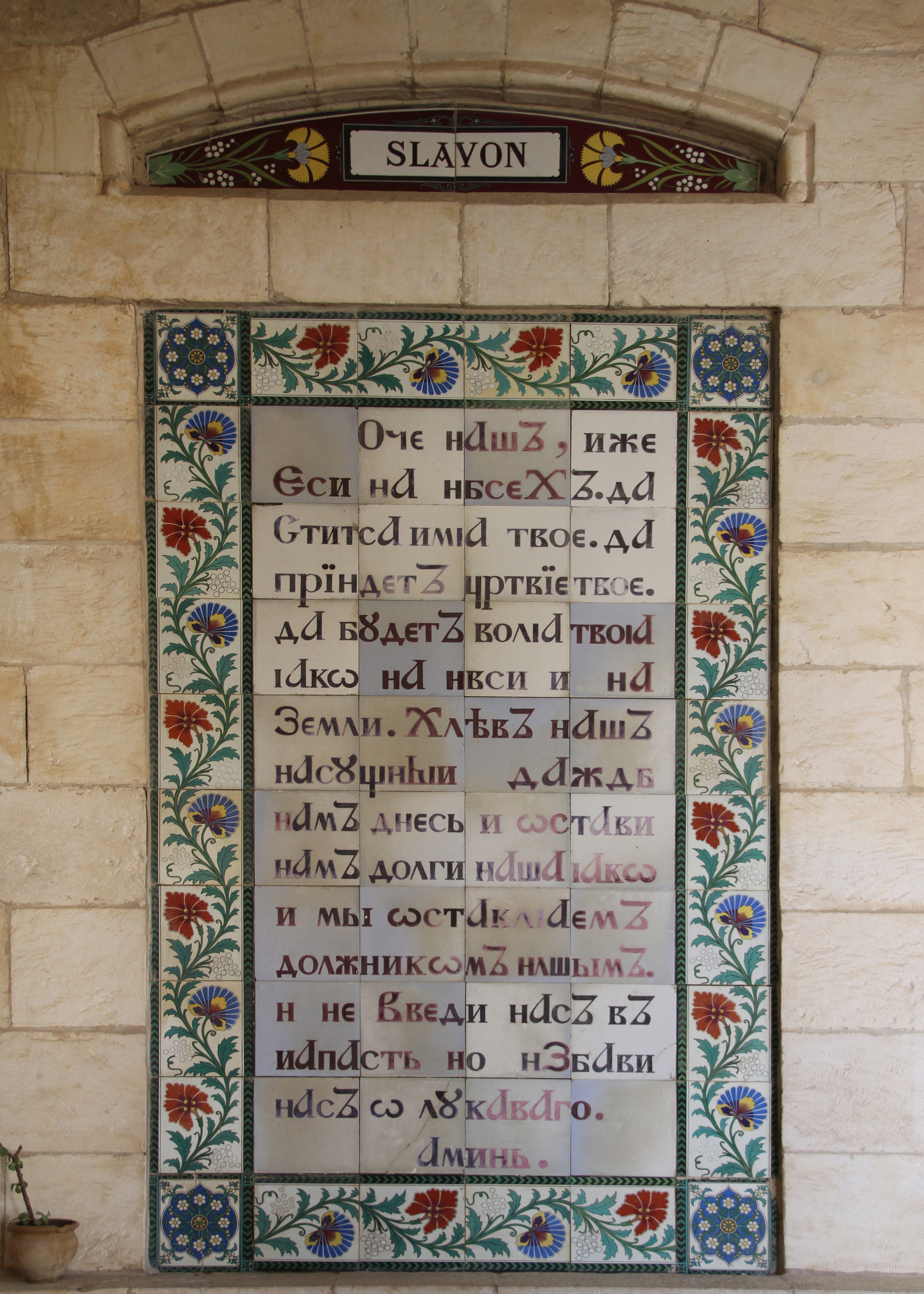
Kirchenslawisch
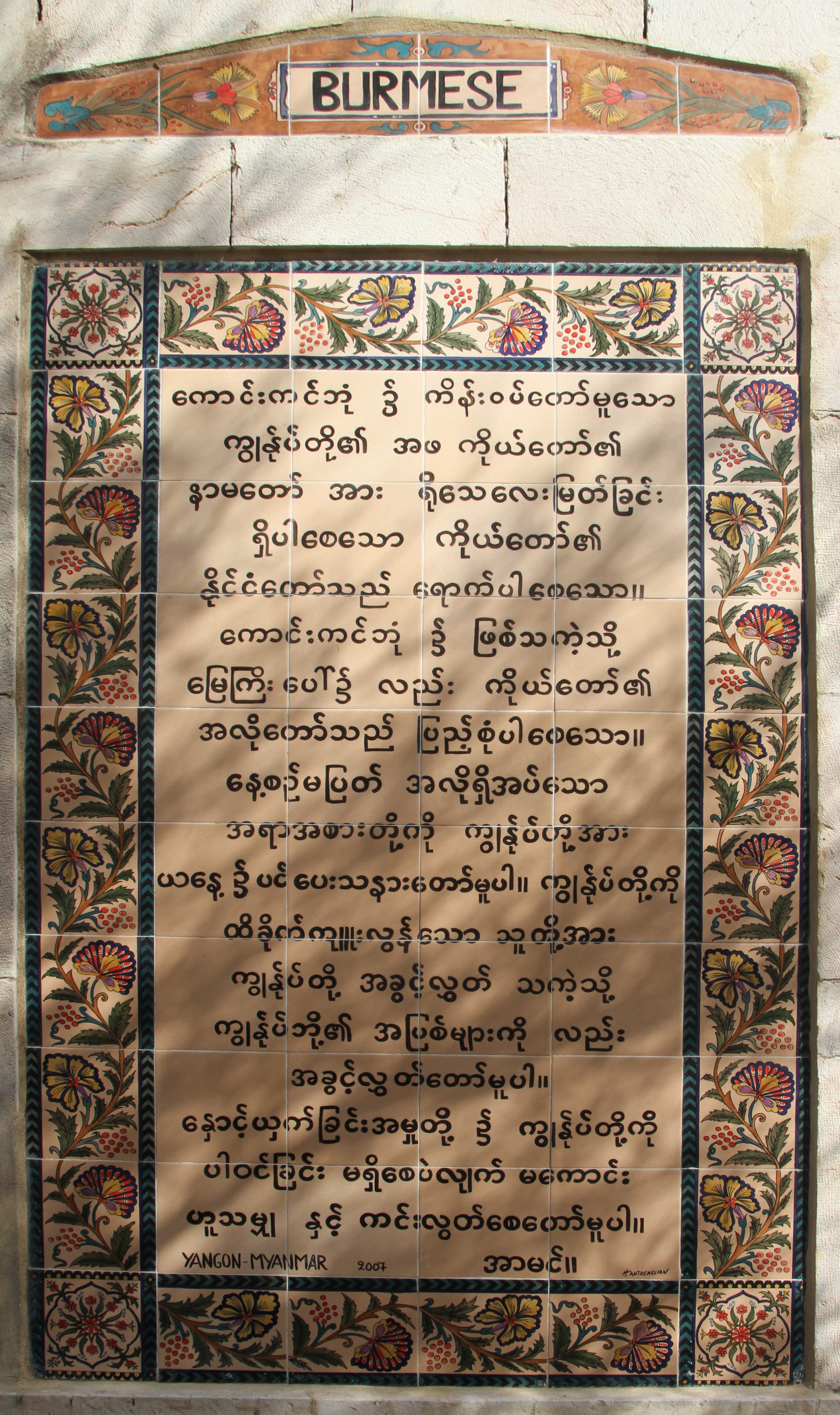
Burmesisch
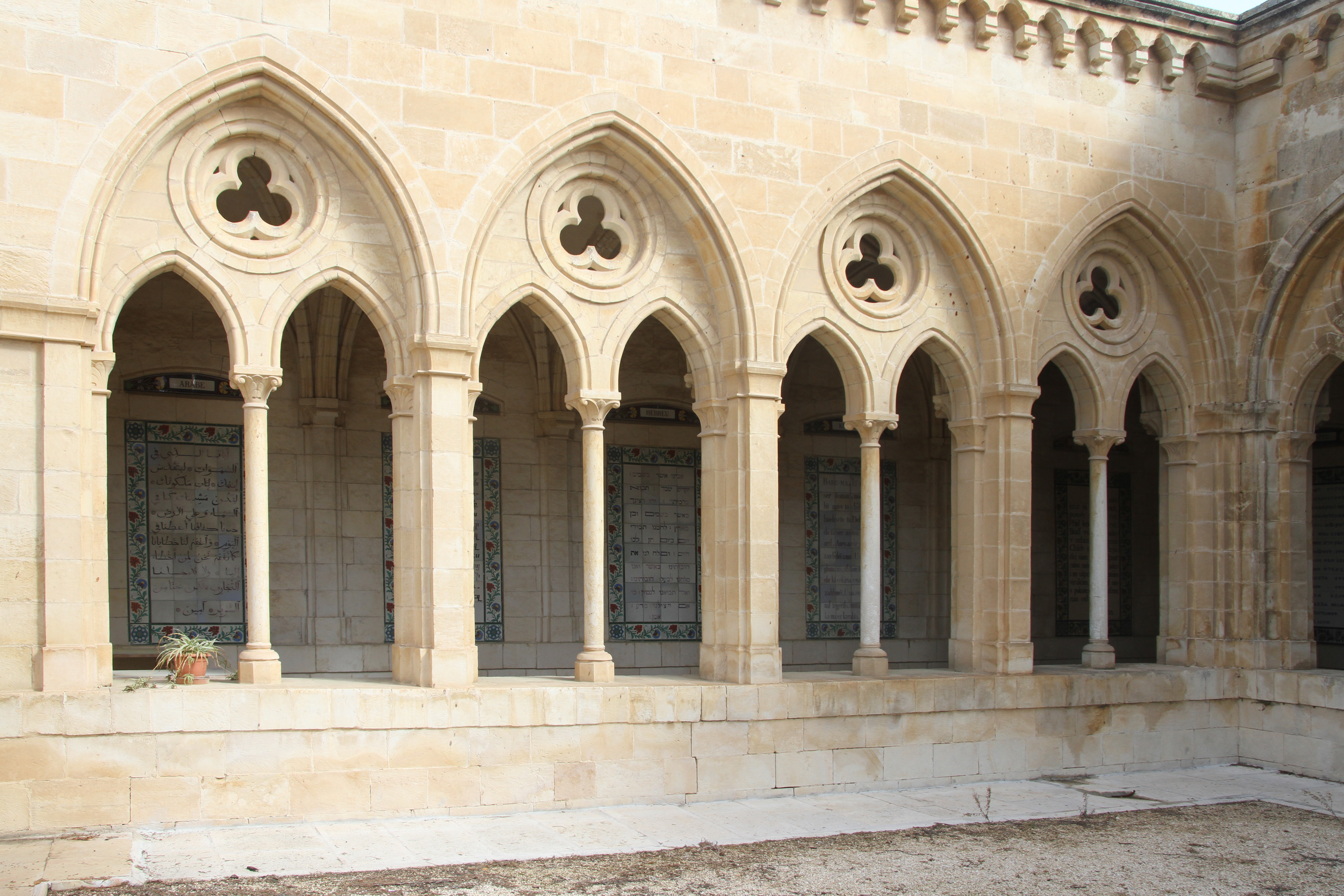
Kreuzgang